# Passader See
Der Passader See ist einer der großen Seen im Östlichen Hügelland Schleswig-Holsteins. Er ist 2,7 km² groß und bis zu 10,7 m tief. Seinen Namen trägt der See nach dem angrenzenden Ort Passade. Der Passader See besitzt Zuflüsse aus dem eng benachbarten, etwa gleich großen Dobersdorfer See und dem achtmal größeren und vergleichsweise sehr tiefen Selenter See. Dieses Seensystem entwässert über die Hagener Au in die Ostsee bei Laboe an der Kieler Außenförde.
Der Passader See ist sehr fischreich, außerdem ist er bekannt für den hier betriebenen Wasserski- und Segelsport.